# Forza ponderomotrice
In fisica, una forza ponderomotrice è una forza non lineare che una particella carica sperimenta in un campo elettrico oscillante non omogeneo.
La forza ponderomotrice Fp è espressa da
{\displaystyle \mathbf {F} _{p}=-{\frac {e^{2}}{4\,m\,\omega ^{2}}}\nabla \left(\mathbf {E} ^{2}\right)}
dove e è la carica elettrica della particella, m è la massa, ω è la frequenza angolare di oscillazione del campo, e E è l'ampiezza  del campo elettrico (per ampiezze basse la forza di Lorentz esercitata dal campo magnetico è trascurabile).